# 女流棋士 (囲碁)
囲碁の女流棋士（じょりゅうきし）とは、女性のプロ棋士のこと。単に「女性棋士」などと呼称されることもある。
女流棋士は、男性の棋士と同様に男女混合の一般棋戦に参加すると同時に、女流しか参加できない女流棋戦に参加することができる。

## 制度
日本の囲碁界において、「女流棋士」とは性別が女性の棋士を指す用語であり、ほとんどの棋戦において男性の棋士と同じ扱いを受ける ほか、昇段の規定も男性の棋士と同じである。一方で、女流棋士のみが出場できる女流棋戦も2024年現在6棋戦存在する。
なお、将棋の女流棋士は女流棋士固有の制度のもと活動しており、囲碁界とは事情が異なる。「棋士」 の出場棋戦には原則として出場権が与えられず、女流棋士のみが出場できる女流棋戦が存在するほか、段級位の制度も棋士とは異なる。

### 日本棋院
2019年現在の制度について記載する。
日本棋院の棋士採用試験では、正棋士の採用枠（一般採用枠）が毎年度5名ある一方で、女流特別採用棋士の採用枠が1名ある。女性であっても性別の関係ない一般採用枠でも受験することができ、日本棋院では2019年現在宮崎志摩子・桑原陽子・加藤啓子・謝依旻の4名が一般採用枠で入段している。
2018年度からは、女流棋士の採用枠を緩和する目的で、女流特別採用推薦棋士の制度が制定された。女性による総当たりの試験を勝ち抜いた者が棋士になれる女流特別採用棋士の試験とは異なり、院生研修などで所定の優秀な成績を収め、院生師範の推薦があった者が採用される。2018年度には、国際棋戦での活躍などが嘱望される、原則として小学生を対象とした英才特別採用推薦棋士も制定されている。
女流特別採用棋士や女流特別採用推薦棋士、英才特別採用推薦棋士は、正棋士と同じように棋戦に出場することができるが、棋士給与の支給や対局料で正棋士とは差がある。ただし、女流特別採用棋士は三段以上、女流特別採用推薦棋士は四段以上、女流の英才特別採用推薦棋士は五段以上に昇段すると資格が正棋士に変更され、他の棋士と同等の処遇を受けられるようになる。正棋士になるまでは、席次（棋士としての位）は同じ段位の正棋士の下位とされる。

### 関西棋院
関西棋院の棋士採用試験でも、定員は示されていないものの日本棋院の女流特別採用棋士と同じような制度があるほか、外来棋士採用試験での優遇 がある。

## 歴史

### 江戸期まで
古代中国において囲碁は琴棋書画の一つとして文人・士大夫・官僚など、知識階級の男性の遊戯とされていた。後漢時代には兵法に類似しているとして武人などもたしなむようになったが、女性にどの程度広まっていたのかは不明である。
囲碁が日本に伝来すると公家の間でも流行したが、平安時代には女性のたしなみとなり、枕草子など古典文学にも碁を打つ女性の姿が描写されている。鎌倉期になると武家の男性に広まり、囲碁は男性の遊戯という傾向が強くなる。江戸期には庶民層にも広まったが、女性は女官などが嗜む程度であった。しかし家元制度が整備されると18世紀後半に初段に進んだ横関伊保、安井知得仙知の娘で三段まで進んだ安井鉚などが現れる。幕末に著された『大日本囲碁姓名録』（弘化3年）には、二段野口松、豊田源（のち三段）など七名が記されている。林家分家の林佐野は16歳で入段、その後四段まで進み、明治碁界でも方円社設立に関わるなど活躍した。

### 大正～昭和期
林佐野の養子である喜多文子は六段に進み（死後名誉八段を追贈）、日本棋院設立に大きな役割を果たした。喜多は鈴木秀子 (棋士)、杉内寿子、伊藤友恵など多くの弟子を育てた。杉内は1942年に入段し、2019年に女流棋聖戦本戦入りを果たすなど、息の長い活躍を続けている。また増淵辰子も長きにわたって第一線にあった他、坂田栄男など優れた門弟を育成している。
1952年、初の女流タイトル戦である女流選手権（後に女流本因坊戦へ発展解消）が設立される。ここでは杉内寿子、本田幸子、楠光子の本田三姉妹や伊藤友恵、小林禮子らが活躍した。伊藤は淡路修三などの弟子を育てた他、囲碁普及にも大きな貢献をしている。1970年代からは小川誠子・小林千寿らが活躍し、女流棋戦の数も増加した。また小川は、1984年からNHK杯囲碁トーナメントでの聞き手も務め、以後は解説役の棋士と聞き手の女流棋士というスタイルが定着した。

### 平成
平成以降ではこれらのタイトルを青木喜久代・小林泉美・加藤啓子・梅沢由香里・謝依旻・万波佳奈・矢代久美子・鈴木歩ら多数の棋士で争う戦国時代に入った。
ところが、2006年に当時17歳11か月の謝が女流最強戦を制し、最年少女流棋戦優勝記録を更新すると、2008年には女流名人・女流本因坊を制した。2010年には女流棋聖3連覇中の梅沢を下し、史上初となる女流本因坊・女流名人・女流棋聖の三冠独占を達成。2011年も三冠を維持するなど、謝は2006年から2015年までの10年間で21の女流タイトルを獲得し、さらに2016年には新設された女流立葵杯・扇興杯を含む女流五冠を独占する活躍を見せた。
しかし、2014年に当時15歳9か月で会津中央病院杯を制し、謝の最年少記録を更新した藤沢里菜も力をつけ、2016年から2017年にかけ謝の獲得していたタイトルから四冠を奪取。2018年も藤沢は三冠を獲得している。

### 令和
2019年は、上野愛咲美が男女混合のタイトル戦である竜星戦で準優勝、藤沢里菜が天元戦で七大タイトル本戦における女流棋士初勝利、また史上最年少（当時）の10歳でプロ入りを果たした仲邑菫が年間17勝7敗の好成績を挙げるなど、女流棋士飛躍の年となった。2020年には藤沢里菜が若鯉戦で優勝し、男女混合公式棋戦における女流棋士初優勝を遂げる。続いて上野愛咲美も2021年・2022年と若鯉戦を連覇し、2023年には新人王戦でも女流棋士初の優勝を達成。また2021年には、藤沢里菜が天元戦で七大タイトル本戦における女流棋士初のベスト8、2025年には上野愛咲美が本因坊戦で七大タイトル本戦における女流棋士初のベスト4と記録更新が続いた。そのほか、2021年には上野愛咲美が年間成績54勝25敗で、最多対局・最多勝を記録。この両部門で女流棋士が1位となるのは、日本棋院が全棋士で集計を始めた2006年以来初であった。2022年にも上野愛咲美が最多対局・最多勝を記録、2023年には最多対局が藤沢里菜、最多勝が上野梨紗、2024年は藤沢里菜が最多対局・最多勝を記録と、4年連続で女流棋士が両部門を制覇。女流棋士限定戦が多いので対局数が多くなるとはいえ、もはや両部門は女流棋士の定位置となったまた、さらに上野愛咲美は2022年と2024年に国際女子棋戦で優勝、妹の上野梨紗も2025年に国際女子棋戦で優勝など、国際的な活躍にも事欠かない。

## 女流棋戦
| 棋戦名                             | 主催・協賛・後援                                                                      | 創設年 | 挑戦手合 | 持ち時間          | 秒読み            | 優勝賞金 | 出典   |
| ---------------------------------- | ------------------------------------------------------------------------------------- | ------ | -------- | ----------------- | ----------------- | -------- | ------ |
| 女流本因坊戦                       | 共同通信社、日本棋院主催 ＪＡ共済連、共栄火災協賛                                     | 1981年 | 五番     | 4時間             | 5分前             | 550万円  | [ 8 ]  |
| 女流名人戦                         | 一般社団法人巨樹の会、（株）メディカルテンダー （株）トータル・メディカルサービス協賛 | 1988年 | 三番     | 3時間             | 5分前             | 1000万円 | [ 9 ]  |
| 女流棋聖戦                         | NTTドコモ協賛                                                                         | 1997年 | 三番     | なし（NHK杯方式） | なし（NHK杯方式） | 500万円  | [ 10 ] |
| 女流立葵杯                         | 一般財団法人温知会協賛、毎日新聞社後援                                                | 2014年 | 三番     | 3時間             | 5分前             | 700万円  | [ 11 ] |
| 扇興杯女流囲碁最強戦               | センコーグループホールディングス株式会社協賛                                          | 2015年 | 決勝一番 | 3時間             | 5分前             | 800万円  | [ 12 ] |
| テイケイグループ杯女流レジェンド戦 | テイケイグループ各社協賛                                                              | 2021年 | 決勝一番 | 1時間30分         | 5分前             | 200万円  | [ 13 ] |

| 棋戦名                         | 主催・協賛・後援             | 創設年 | 最終年 | 決勝 | 持ち時間          | 秒読み            | 優勝賞金 | 出典   |
| ------------------------------ | ---------------------------- | ------ | ------ | ---- | ----------------- | ----------------- | -------- | ------ |
| 博多・カマチ杯 女流オープン戦  | 医療法人社団埼玉巨樹の会協賛 | 2019年 | 2020年 | 一番 | 2時間             | 5分前             | 700万円  | [ 14 ] |
| 大和証券杯ネット囲碁レディース | 大和証券協賛                 | 2007年 | 2010年 | 一番 | なし（NHK杯方式） | なし（NHK杯方式） | 100万円  | [ 15 ] |
| 女流最強戦                     | 東京精密主催                 | 1999年 | 2008年 | 一番 | 1時間             | 1分               | 450万円  | [ 16 ] |
| 関西女流囲碁トーナメント       | テレビ大阪主催               | 2002年 | 2007年 | 一番 | なし（NHK杯方式） | なし（NHK杯方式） |          | [ 17 ] |
| JAL女流早碁戦                  | テレビ東京主催、日本航空後援 | 2003年 | 2005年 | 一番 | なし（1手10秒）   | なし（1手10秒）   | 250万円  | [ 18 ] |
| 女流鶴聖戦                     | 日本航空、東京海上火災主催   | 1979年 | 2002年 | 一番 | 1時間             |                   | 350万円  | [ 19 ] |

### 国際棋戦
- 1993 翠宝杯世界女流囲碁選手権戦（中国囲棋協会主催）
- 1994 - 1998 宝海杯世界女子選手権戦（韓国経済新聞、韓国放送公社主催）
- 1997 - 2003 泰利特杯中韓女流囲碁対抗戦
- 2000 東方航空杯女子世界プロ囲碁戦（中国囲棋協会主催）
- 2000 - 2001 興倉杯世界女流囲碁選手権戦（韓国経済新聞、韓国放送公社主催）
- 2000 - 2001 泰利特杯中韓女流囲碁対抗戦
- 2002 豪爵杯世界女流囲碁選手権戦
- 2002 - 2011 正官庄杯世界女子囲碁最強戦（囲碁TV主催）
- 2007 大理旅行杯女子世界プロ囲碁戦（中国囲棋協会主催）
- 2007 遠洋地産杯世界女子オープン戦（中国囲棋協会主催）
- 2010 - 2011 穹窿山兵聖杯世界女子囲碁選手権
- 2011 - 現在 黄竜士双登杯世界女子囲碁団体選手権
- 2012 - 現在 華頂茶業杯世界女流団体選手権

## 主な女流棋士

### 日本
生まれた時代ごとに記載する。

#### 明治・大正生まれ
- 喜多文子
- 吉田操子
- 増淵辰子
- 伊藤友恵 女流選手権7期(5連覇を含む) 女流鶴聖1期

#### 昭和の戦前・戦中生まれ
- 杉内寿子 女流選手権4期 女流名人4期 女流鶴聖2期
- 本田幸子 女流選手権5期 女流本因坊2期
- 楠光子 女流本因坊5期 女流鶴聖2期（初の女流タイトル独占）
- 小林禮子 女流選手権6期 女流名人2期 女流鶴聖2期

#### 昭和の戦後生まれ
- 小川誠子 女流選手権2期 女流本因坊1期 女流鶴聖1期
- 小林千寿 女流選手権 女流鶴聖 各3期
- 新海洋子 女流最強位2期
- 加藤朋子 女流本因坊 女流名人 女流鶴聖 女流最強位 各1期
- 青木喜久代 女流名人5期 女流棋聖1期 女流鶴聖4期 女流最強位1期 テイケイ杯1期
- 宮崎志摩子 正棋士採用 女流鶴聖 女流名人 各1期
- 小山栄美 女流名人4期
- 吉田美香 女流本因坊4期 女流鶴聖1期
- 榊原史子 女流鶴聖1期
- 中澤彩子 女流本因坊 女流鶴聖 各2期
- 岡田結美子 女流最強位1期
- 梅沢由香里 女流棋聖3期
- 知念かおり 女流本因坊4期 女流棋聖5期
- 矢代久美子 女流本因坊2期
- 大沢奈留美 女流鶴聖2期 JAL女流早碁位1期
- 小林泉美 女流本因坊3期 女流名人3期 女流棋聖2期 女流最強位1期 JAL女流早碁位1期 （初の女流グランドスラム）
- 桑原陽子 正棋士採用 女流本因坊1期
- 加藤啓子 正棋士採用 女流名人 女流最強位 各1期
- 鈴木歩 女流最強位2期 女流棋聖1期
- 万波佳奈 女流棋聖2期
- 万波奈穂 扇興杯1期
- 向井千瑛 女流本因坊1期
- 王景怡 会津中央病院杯（現 女流立葵杯）1期

#### 平成生まれ
- 謝依旻 正棋士採用 女流本因坊8期（名誉女流本因坊資格） 女流名人9期（名誉女流名人資格） 女流棋聖7期（名誉女流棋聖資格）女流プロ最強位1期 会津中央病院杯（現 女流立葵杯）1期 扇興杯1期（初の女流五冠）
- 藤沢里菜 女流本因坊8期（名誉女流本因坊資格） 女流名人6期（名誉女流名人資格） 女流立葵杯6期（名誉女流立葵杯資格） 扇興杯4期 博多・カマチ杯1期 若鯉杯1期（最年少の女流五冠）
- 牛栄子 扇興杯2期
- 上野愛咲美 女流棋聖4期 女流本因坊1期 扇興杯1期 女流立葵杯4期 女流名人1期 若鯉杯2期（最年少の女流グランドスラム）
- 上野梨紗 女流棋聖2期
- 仲邑菫 女流棋聖1期

### 海外

#### ヨーロッパ
- スベトラーナ・シックシナ
- en:Diana Koszegi
- en:Mariya Zakharchenko

## 男女混合棋戦での実績

### 日本
日本棋院による2000年から2007年6月までの集計では、女流棋士の対男性棋士の勝率はおおむね3割台前半で推移しており、この期間の勝率は.339である。これは将棋の女流棋士の対棋士勝率（おおよそ1割台半ば）よりも高い。2007年6月時点で男性棋士に勝ち越している女流棋士には吉原由香里、小林泉美、青木喜久代がいる。
2023年現在、日本の女流棋士が七大タイトルの獲得や七大タイトルへの挑戦、全棋士に出場資格のある棋戦（いわゆる一般棋戦）での優勝、三大リーグ（棋聖戦・名人戦・本因坊戦の各リーグ戦）入りを果たしたことはない。しかしながら、2020年には藤沢里菜が第15回若鯉戦（30歳以下、七段以下限定）で優勝し、男女混合の公式棋戦で史上初の優勝を果たしている。
また、 2019年に上野愛咲美が第28期竜星戦の決勝トーナメントで高尾紳路・村川大介・許家元の強豪を撃破し、決勝に進出。決勝戦で一力遼に惜敗するも、一般棋戦での女流棋士の史上最高位となる準優勝を記録した。
以下、七大タイトルの予選や本戦における女流棋士の成績を記す。
- 2011年、鈴木歩が第36期棋聖戦の最終予選で宮沢吾朗、高原周二に勝利し、女流棋士初の三大リーグ入りにあと1勝と迫ったが、最終予選決勝で河野臨に敗れた。2014年12月より棋聖戦は4段階リーグ方式に改定された。2022年現在までに、5名の女流棋士が（最も下の）Cリーグに入ったことがあるが、Bリーグ以上に昇格したものはいない。改定後初回である第40期棋聖戦で鈴木歩がCリーグ入り、1勝3敗で陥落。謝依旻（2019年3勝2敗で残留、2020年1勝3敗で陥落、2021年2勝3敗で陥落）、上野愛咲美（2019年1勝3敗で陥落、2020年0勝3敗で陥落）、仲邑菫（2021年0勝3敗で陥落）、藤沢里菜（2021年から2024年現在までCリーグに残留を続けている）。
- 2019年藤沢里菜は第45期名人戦の最終予選で志田達哉、中野泰宏に勝利し三大リーグ入りまであと1勝としたが、一力遼に敗れた。また、2021年には謝依旻も第47期名人戦の最終予選で趙治勲、常石隆志に勝利し三大リーグ入りまであと1勝としたが、伊田篤史に敗れた。2022年には藤沢が第78期本因坊戦で最終予選決勝に進出したが、大竹優六段に敗退[25]。2022年まで、女流棋士が三大リーグにあと1勝と迫ったのは、上記の鈴木も含め4例となっている[25]。
- 女流棋士による王座戦・天元戦・碁聖戦・十段戦・本因坊戦での本戦入りは、2022年1月の時点で12名が達成している。本戦で勝利したのは2名で、藤沢里菜は2017-2018年碁聖戦では連続初戦敗退したものの、2019年に天元戦本戦で高橋真澄を破り、それまでの女流棋士12連続初戦敗退を止め、本戦初勝利を果たした[26]。2021年にも十段戦本戦で孫喆を破り、2022年には天元戦本戦で2回戦を勝利して、女性棋士初のベスト8に残った。また、上野愛咲美は2021年に十段戦と天元戦、2023-2024年に天元戦に出場し、2025年の本因坊戦本戦では準決勝まで進出して、女性棋士初の4強入りを果たした。その他の本戦出場女性棋士は、小林泉美が2003-2004年十段戦、本田幸子が1979年天元戦、小林禮子が1980年天元戦、楠光子が1983年碁聖戦、小川誠子が1993年天元戦、吉田美香が1995年碁聖戦、加藤啓子と桑原陽子が2008年天元戦、鈴木歩が2017年天元戦[27]、牛栄子が2022年碁聖戦で達成している。

また、若手棋戦では下記のような優勝や準優勝の実績がある（非公式戦を含む）。
- 1951年、杉内寿子が第4回青年棋士選手権戦で準優勝（田中三七一に敗退）。
- 1997年、小山栄美が第12回NEC俊英囲碁トーナメント戦（25歳以下で賞金ランキングが上位の13名が出場）で準優勝。決勝戦では楊嘉源に敗退した。
- 同じく1997年、青木喜久代が第22期新人王戦で準優勝。決勝戦は山田規三生に0勝2敗で敗れた。
- 2006年、謝依旻が同年に創設された第1回若鯉戦（30歳以下かつ五段以下の棋士を対象）で優勝。女流棋士が男女混合の棋戦で優勝するのは初めてのことであった。ただし、若鯉戦は第1期の時点では非公式戦だったため、公式なタイトルとしては認められない（若鯉戦は第6回から公式棋戦となっている）。また、謝は2006年には第3回中野杯U20選手権でも準優勝している（決勝戦は井山裕太に敗退）が、こちらも非公式戦である。
- 2020年、藤沢里菜が第15回若鯉戦（30歳以下かつ七段以下の棋士が出場）で優勝。史上初の男女混合公式棋戦での優勝となった。
- 2021年、上野愛咲美が第16回若鯉戦で優勝し、藤沢に続いて2年連続で女流棋士が男女混合公式棋戦を制した。
- 2022年、上野愛咲美が第17回若鯉戦で連覇。
- 2023年、上野愛咲美が第48期新人王戦（25歳以下かつ六段以下の棋士が出場）で優勝し、女性棋士の男女混合公式棋戦優勝が4年連続となった。
- 非公式戦でも女流棋士の優勝例が増えている。2016年に藤沢里菜が第2回イベロジャパン杯（17歳以下の棋士及び院生が出場）、2021年に徐文燕が第3回ワイズアカデミー杯（ローティーンの棋士およびアマ選抜選手が出場）、2022年に仲邑菫が第3回ディスカバリー杯（18歳以下かつ二段以下の棋士及び院生が出場）で優勝を果たしている。

### 韓国
- 2000年、韓国棋院で客員棋士として活動していた中国棋院所属の芮廼偉が、曺薫鉉（世界タイトル11回優勝）を破って韓国のタイトルの一つ国手を奪取した。女流棋士が一般の棋戦でタイトルを獲得したのは世界初の事例である。芮廼偉は他にも応昌期杯世界プロ囲碁選手権戦ベスト4などの実績がある。
- 2019年1月発表の韓国囲碁棋士ランキングでは、崔精が29位にランキング入りした[28]。韓国囲碁棋士ランキングで女流棋士が30位以内にランキング入りしたのは初めてである[28]。また、2022年には崔が第27回三星火災杯世界囲碁マスターズで決勝戦まで進出[29]。決勝戦では申眞諝に0勝2敗で敗れたが、男女混合の主要国際棋戦において女流棋士が決勝戦まで進出したのは史上初だった。
- 2024年3月、日本棋院で女流タイトル獲得経験のある仲邑菫が、棋力向上を目的として韓国棋院に移籍。10月時点で韓国女性棋士ランキング5位。